# Architekturpreis des Landes Salzburg
Der Architekturpreis des Landes Salzburg ist eine Architekturauszeichnung des Landes Salzburg. Der Verein Initiative Architektur ist mit der Organisation der Vergabe dieses Architektur-Preises und Stipendiums sowie der Erstellung einer Publikation beauftragt.

## Architekturpreis
Das Land Salzburg vergibt zur Förderung und Anerkennung beispielgebender Leistungen in der Architektur seit 1976. Zu Beginn wurde der Preis im Fünfjahreszyklus verliehen, es folgte ein Dreijahreszyklus. Zusätzlich gibt es seit 1981 ein Förderstipendium für Architektur. Seit 2000 wird der Preis und das Förderstipendium für Architektur alle zwei Jahre vergeben und die Bauwerke der Preisträger sowie ausgewählte Einreichungen werden in einem Katalog dokumentiert.
Seit 2016 ist der Salzburger Architekturpreis mit 10.000 Euro dotiert. Der Stipendiat erhält 5.000 Euro und die Möglichkeit einer Werkpräsentation in der Initiative Architektur.

## Preisträger
| Foto |                                                     | Baujahr                                             | Name                                                                                           | Standort                                                  | Beschreibung | Metadaten                                                                                   | Preisträger/Nominierter/Anerkannter |
| 1976 Preisträger Der Preis wurde zweifach vergeben. | 1976 Preisträger Der Preis wurde zweifach vergeben. | 1976 Preisträger Der Preis wurde zweifach vergeben. | 1976 Preisträger Der Preis wurde zweifach vergeben.                                            | 1976 Preisträger Der Preis wurde zweifach vergeben.       | 1976 Preisträger Der Preis wurde zweifach vergeben.                                                                         | 1976 Preisträger Der Preis wurde zweifach vergeben.                                         | |
| --- | --------------------------------------------------- | --------------------------------------------------- | ---------------------------------------------------------------------------------------------- | --------------------------------------------------------- | --- | ------------------------------------------------------------------------------------------- | --- |
| ja | Datei hochladen                                     | 1970–1974                                           | Kongresshaus Bad Gastein HERIS-ID: 113717                                                      | Kaiser Franz Josef-Straße 4 Standort                      | → Hauptartikel : Kongresshaus Bad Gastein f1                                                                                | P84(Architekt):Gerhard Garstenauer P131(Ort):Bad Gastein Region-ISO:AT-5                    | Gerhard Garstenauer |
| BW | Datei hochladen                                     | 1932                                                | Haus Heyrovsky in Thumersbach bei Zell am See                                                  | Lohningsteinweg 20, Zell am See - Thumersbach Standort    | Anmerkung: | P84(Architekt): P131(Ort):                                                                  | Lois Welzenbacher |
| 1981 Preisträger Begabtenstipendium: Hermann Eisenköck, Hans Schmidt |                                                     |                                                     |                                                                                                |                                                           | |                                                                                             | |
| | Datei hochladen                                     | 1979–1980                                           | Umbau Residenz Verlag                                                                          | Gaisbergstraße 6, Salzburg Standort                       | zerstört Anmerkung: Der Anbau, der 1981 den Architekturpreis des Landes Salzburg erhielt, wurde 2009 zerstört.              | P84(Architekt): P131(Ort):                                                                  | Wilhelm Holzbauer |
| ja | Datei hochladen                                     | 1924–1926                                           | Kieselgebäude HERIS-ID: 36697 Objekt-ID: 35678                                                 | Rainerstraße 19-23 Standort                               | verändert Das Gebäude der Buch- und Kunstdruckerei Kiesel an der Rainerstraße in Salzburg, im ursprünglichen Zustand (1926) | P84(Architekt): P131(Ort):Salzburg Region-ISO:AT-5                                          | Wunibald Deininger |
| 1986 Preisträger Der Preis wurde zweifach vergeben. Begabtenstipendium: Dieter Wallmann, Alexander Eggerth, Gottfried Heugenberger, Manfred Rieder                                                                             |                                                     |                                                     |                                                                                                |                                                           | |                                                                                             | |
| ja | Datei hochladen                                     | 1973–1986                                           | Neubau der Naturwissenschaftlichen Fakultät der Universität Salzburg                           | Hellbrunner Straße, Salzburg Standort                     | Anmerkung: Architektengruppe Universität Salzburg, mit Stefan K. Hübner, Georg Ladstätter, Heinz Marschalek, Heinz Ekhart   | P84(Architekt): P131(Ort):                                                                  | Wilhelm Holzbauer, Heinz Ekkart, Stefan Hübner, Georg Ladstätter, Heinz Marschalek                                                                                      |
| ja | Datei hochladen                                     |                                                     | Wohndorf „Arche Noah“, Bad Hofgastein                                                          | Bürgerbergweg 2, Bad Hofgastein Standort                  | | P84(Architekt): P131(Ort):                                                                  | Friedrich Brandstätter |
| 1989 Preisträger Begabtenstipendium: Hubertus Klumpner |                                                     |                                                     |                                                                                                |                                                           | |                                                                                             | |
| BW | Datei hochladen                                     |                                                     | Lehrbauhof Moosstraße                                                                          | Moosstraße 197, Salzburg Standort                         | | P84(Architekt): P131(Ort):                                                                  | Michael Alder und Hanspeter Müller |
| 1992 Preisträger Begabtenstipendium: Brigitte Löcker |                                                     |                                                     |                                                                                                |                                                           | |                                                                                             | |
| BW | Datei hochladen                                     | 1988–1992                                           | Verwaltungsgebäude Wüstenrot-Versicherung HERIS-ID: 239136                                     | Alpenstraße 61, Salzburg Standort                         | Anmerkung: | P84(Architekt):Josef Lackner P131(Ort):Salzburg Region-ISO:AT-5                             | Josef Lackner |
| 1997 Preisträger Der Preis wurde zweifach vergeben Begabtenstipendium: Gruppe „Splitterwerk“ mit Partnern Johann Grabner und Mark Blaschitz                                                                                    |                                                     |                                                     |                                                                                                |                                                           | |                                                                                             | |
| ja | Datei hochladen                                     |                                                     | Einkaufszentrum Europark                                                                       | Standort                                                  | → Hauptartikel : Europark (Einkaufszentrum) f1                                                                              | P84(Architekt):Massimiliano Fuksas P131(Ort):Taxham Region-ISO:AT-5                         | Massimiliano Fuksas |
| BW | Datei hochladen                                     |                                                     | Wintergartenanbau für Haus Sailer, Morzg                                                       | Offingerweg 11, Salzburg Standort                         | Anmerkung: | P84(Architekt): P131(Ort):                                                                  | Aneta Bulant-Kamenova und Klaus Wailzer |
| 2000 Preisträger Der Preis wurde zweifach vergeben. Begabtenstipendium: Gruppe „Splitterwerk“ mit Partnern Johann Grabner und Mark Blaschitz                                                                                   |                                                     |                                                     |                                                                                                |                                                           | |                                                                                             | |
| BW | Datei hochladen                                     | 1998                                                | Kindergarten Aigen                                                                             | Schwanthalerstraße 102, 5026 Salzburg Standort            | Anmerkung: | P84(Architekt): P131(Ort):                                                                  | Max Rieder |
| BW | Datei hochladen                                     | 1999–2000                                           | Kinderhort Taxham                                                                              | Otto-von-Lilienthal-Straße 1, Salzburg Standort           | Anmerkung: | P84(Architekt): P131(Ort):                                                                  | Maria Flöckner, Hermann Schnöll |
| 2000 Anerkennungen |                                                     |                                                     |                                                                                                |                                                           | |                                                                                             | |
| BW | Datei hochladen                                     | 2000                                                | Feuerwache Schallmoos                                                                          | Schallmooser Hauptstraße 52, Salzburg Standort            | Anmerkung: | P84(Architekt): P131(Ort):Salzburg Region-ISO:AT-5                                          | HALLE 1 (Gerhard Sailer und Heinz Lang) |
| | Datei hochladen                                     | 1998–1999                                           | Möbel in der Landschaft                                                                        | Ringweg 6, Hallein                                        | Anmerkung: | P84(Architekt): P131(Ort):                                                                  | Lechner & Lechner (Christine und Horst Lechner) |
| BW | Datei hochladen                                     | 2000                                                | Wohnhaus und Ordination Stölzl                                                                 | Annaberg 208, Annaberg Standort                           | Anmerkung: | P84(Architekt): P131(Ort):                                                                  | Klaus Bieregger |
| 2002 Preis wurde wegen politischer Einflussnahme, rund um die Angelegenheit des Heizkraftwerk Salzburg Mitte, nicht vergeben. Förderstipendium: Norbert Mayr                                                                   |                                                     |                                                     |                                                                                                |                                                           | |                                                                                             | |
| 2002 Nominierte: |                                                     |                                                     |                                                                                                |                                                           | |                                                                                             | |
| BW | Datei hochladen                                     |                                                     | Kinder- und Jugendhaus Liefering                                                               | Laufenstraße 43, Salzburg Standort                        | | P84(Architekt): P131(Ort):                                                                  | Thomas Forsthuber |
| BW | Datei hochladen                                     |                                                     | Altenhaus St. Nikolaus                                                                         | Sparkassenstraße 11, Neumarkt am Wallersee Standort       | | P84(Architekt):Klaus Kada, Gerhard Wittfeld P131(Ort):Neumarkt am Wallersee Region-ISO:AT-5 | Klaus Kada, Gerd Wittfeld |
| ja | Datei hochladen                                     |                                                     | Betriebsgebäude (HKW Mitte) der Salzburg AG                                                    | Standort                                                  | → Hauptartikel : Heizkraftwerk Salzburg Mitte f1                                                                            | P84(Architekt): P131(Ort):Salzburg Region-ISO:AT-5                                          | Bétrix & Consolascio (Marie-Claude Bétrix, Eraldo Consolascio) mit Eric Maier                                                                                           |
| 2002 Zur Anerkennung vorgeschlagen: |                                                     |                                                     |                                                                                                |                                                           | |                                                                                             | |
| ja [[Vorlage:Bilderwunsch/code!/C:47.79712,13.05394!/D:Erweiterung des Bezirksgerichts Salzburg Rudolfsplatz 3, 5020 Salzburg Bilder von der Erweiterung!/\|BW]]                                                               | Datei hochladen                                     |                                                     | Erweiterung des Bezirksgerichts Salzburg                                                       | Rudolfsplatz 3, 5020 Salzburg Standort                    | | P84(Architekt): P131(Ort):Salzburg Region-ISO:AT-5                                          | HALLE 1 (Gerhard Sailer und Heinz Lang) |
| BW | Datei hochladen                                     | 2001                                                | Haus Schwalbennest                                                                             | Unterthurnstrasse 118, Puch bei Hallein Standort          | | P84(Architekt): P131(Ort):                                                                  | Elsa Nichol, Edgar Spraiter |
| BW | Datei hochladen                                     | 1999–2000                                           | Wohnanlage Oasis                                                                               | Steinerstraße 3–11, Salzburg Standort                     | Anmerkung: | P84(Architekt): P131(Ort):                                                                  | Max Rieder, Wolfgang Tschapeller, Hans-Peter Wörndl |
| 2004 Vergeben für ganzheitliche Haltung und Kontinuität in der Qualität: Förderstipendium: heri & salli (Heribert Wolfmayr, Josef Saller)                                                                                      |                                                     |                                                     |                                                                                                |                                                           | |                                                                                             | |
| BW | Datei hochladen                                     | 2000–2002                                           | Kindergarten Gebirgsjägerplatz                                                                 | Gebirgsjägerplatz 7A, Salzburg Standort                   | Anmerkung: | P84(Architekt): P131(Ort):                                                                  | HALLE 1 (Gerhard Sailer und Heinz Lang) |
| BW | Datei hochladen                                     | 2002–2004                                           | City Eleven                                                                                    | Sterneckstraße / Ecke Bayerhamerstraße, Salzburg Standort | Anmerkung: | P84(Architekt): P131(Ort):                                                                  | HALLE 1 (Gerhard Sailer und Heinz Lang) |
| ja BW | Datei hochladen                                     | 2002–2003                                           | S-Bahn-Station Salzburg-Gnigl                                                                  | Schwabenwirtsbrücke, Salzburg Standort                    | Anmerkung: | P84(Architekt): P131(Ort):Salzburg Region-ISO:AT-5                                          | HALLE 1 (Gerhard Sailer und Heinz Lang) |
| ja | Datei hochladen                                     | 1970                                                | Um- und Zubau Keltenmuseum Hallein                                                             | Pflegerplatz 5, 5400 Hallein Standort                     | Anmerkung: | P84(Architekt): P131(Ort):Hallein Region-ISO:AT-5                                           | HALLE 1 (Gerhard Sailer und Heinz Lang) mit Architekten Wimmer-Armellini (Ute Wimmer-Armellini, Peter Wimmer)                                                           |
| 2004 Anerkennungen: |                                                     |                                                     |                                                                                                |                                                           | |                                                                                             | |
| ja | Datei hochladen                                     |                                                     | Bergbau- und Gotikmuseum Leogang                                                               | Standort                                                  | Anmerkung: | P84(Architekt): P131(Ort):Leogang Region-ISO:AT-5                                           | Ulrich Stöckl |
| ja BW | Datei hochladen                                     | 1998–2002                                           | Bibliothek der Pädagogischen Akademie                                                          | Standort                                                  | Anmerkung: | P84(Architekt): P131(Ort):Salzburg Region-ISO:AT-5                                          | Fasch & Fuchs Architekten |
| ja | Datei hochladen                                     | 2001–2005                                           | Gartenstadt Aigen X                                                                            | Valkenauer Straße 19–41, Salzburg Standort                | Anmerkung: | P84(Architekt):Thomas Forsthuber, Christoph Scheithauer P131(Ort):                          | Thomas Forsthuber und Christoph Scheithauer |
| 2006 Preisträger: Preis wurde zweifach vergeben: Förderstipendium: Thomas Lechner |                                                     |                                                     |                                                                                                |                                                           | |                                                                                             | |
| BW | Datei hochladen                                     | 2005                                                | Sonderpädagogisches Zentrum in Hallein                                                         | Griesmeisterstraße 1, Hallein Standort                    | Anmerkung: | P84(Architekt): P131(Ort):                                                                  | kadawittfeldarchitektur (Klaus Kada, Gerhard Wittfeld) |
| BW | Datei hochladen                                     | 2005–2006                                           | Überdachung des Eislaufplatzes in Bergheim                                                     | Iselstraße 20, Bergheim Standort                          | Anmerkung: | P84(Architekt): P131(Ort):                                                                  | mfgarchitekten (Friedrich Moßhammer, Michael Grobbauer) |
| 2006 Anerkennungen: |                                                     |                                                     |                                                                                                |                                                           | |                                                                                             | |
| BW | Datei hochladen                                     | 2005                                                | Gemeindezentrum von Oberalm                                                                    | Halleiner Landesstraße 62, Oberalm Standort               | Anmerkung: | P84(Architekt): P131(Ort):                                                                  | gerner gernerplus (Andreas Gerner, Gerda Maria Gerner) |
| BW | Datei hochladen                                     | 2005                                                | Kaps Saalfelden-Ramseiden                                                                      | Ramseiden 2, Saalfelden Standort                          | Anmerkung: | P84(Architekt): P131(Ort):                                                                  | Caramel architekten (Günter Katherl, Martin Haller, Ulrich Aspetsberger)                                                                                                |
| ja | Datei hochladen                                     | 2005                                                | ARGEkultur Salzburg                                                                            | Standort                                                  | → Hauptartikel : ARGEkultur Salzburg f1                                                                                     | P84(Architekt): P131(Ort):Salzburg Region-ISO:AT-5                                          | ARCH + MORE (Gerhard Kopeinig, Gerhard Kresitschnig) |
| 2008 Preisträger: Förderstipendium: Gerhard Feldbacher |                                                     |                                                     |                                                                                                |                                                           | |                                                                                             | |
| BW | Datei hochladen                                     | 2005–2006                                           | Haus 47°40′48″N/13°8′12″E                                                                      | Standort                                                  | → Hauptartikel : Haus 47°40′48″N/13°8′12″E f1                                                                               | P84(Architekt): P131(Ort):                                                                  | Flöckner/Schnöll (Maria Flöckner, Hermann Schnöll) |
| 2010 Preisträger: Preis wurde zweifach vergeben. Förderstipendium: Alexander Kollmann |                                                     |                                                     |                                                                                                |                                                           | |                                                                                             | |
| ja BW | Datei hochladen                                     | 2008–2009                                           | Tourismusschule Bad Hofgastein                                                                 | Dr.-Zimmermann Straße 16, Bad Hofgastein Standort         | Anmerkung: | P84(Architekt): P131(Ort):                                                                  | Fasch & Fuchs Architekten (Hemma Fasch, Jakob Fuchs) |
| ja BW | Datei hochladen                                     | 2010                                                | Wohn- und Atelierhaus Lechner                                                                  | Priesterhausgasse 18, Salzburg Standort                   | Anmerkung: | P84(Architekt): P131(Ort):                                                                  | Christine & Horst Lechner |
| 2012 Preisträger: Förderstipendium: Julia Körner, Projekt Tangible Data |                                                     |                                                     |                                                                                                |                                                           | |                                                                                             | |
| ja | Datei hochladen                                     | 2011                                                | Unipark Nonntal – Kultur- und Gesellschaftswissenschaftliche Fakultät der Universität Salzburg | Standort                                                  | Anmerkung: | P84(Architekt): P131(Ort):                                                                  | SEP - Storch Ehlers Partner GbR Architekten BDA, Hannover |
| 2012 Anerkennung: |                                                     |                                                     |                                                                                                |                                                           | |                                                                                             | |
| ja BW | Datei hochladen                                     | 2012                                                | Lokalbahnhof Lamprechtshausen                                                                  | Standort                                                  | Anmerkung: | P84(Architekt): P131(Ort):Lamprechtshausen Region-ISO:AT-5                                  | Udo Heinrich Architekten, Salzburg |
| ja | Datei hochladen                                     | 2010–2012                                           | Umbau und Erweiterung der Bauakademie Salzburg                                                 | Moosstraße 197, Salzburg Standort                         | Anmerkung: | P84(Architekt): P131(Ort):                                                                  | Soma ZT GmbH |
| ja [[Vorlage:Bilderwunsch/code!/O:Felsenreitschule!/C:47.7983,13.0417!/D:Neues mobiles Dach für die Felsenreitschule Hofstallgasse 1 Bild vom „mobilen Dach“!/\|BW]]                                                           | Datei hochladen                                     |                                                     | Neues mobiles Dach für die Felsenreitschule HERIS-ID: 88831 Objekt-ID: 103415                  | Hofstallgasse 1 Standort                                  | → Hauptartikel : Felsenreitschule f1                                                                                        | P84(Architekt): P131(Ort):Salzburg Region-ISO:AT-5                                          | HALLE 1 |
| 2014 Preisträger: Förderstipendium: Thomas Harlander, Projekt: Komplexität bei der Planung – Kybernetische Modelle für die Suche nach Überschaubarkeit und Einfachheit                                                         |                                                     |                                                     |                                                                                                |                                                           | |                                                                                             | |
| ja | Datei hochladen                                     | 2012                                                | Gusswerk-Erweiterung, ARGE Gusswerk                                                            | Söllheimerstraße 16, Salzburg Standort                    | Anmerkung: | P84(Architekt): P131(Ort):                                                                  | Thomas Lechner (LP architektur ZT GmbH), Christoph Scheithauer (cs-architektur), Michael Strobl (Strobl Architekten ZT GmbH), Walter Schuster, Wolfgang Maul (hobby a.) |
| 2014 Anerkennungen: |                                                     |                                                     |                                                                                                |                                                           | |                                                                                             | |
| BW | Datei hochladen                                     | 2013                                                | Generalat Halleiner Schwestern Franziskanerinnen                                               | Kahlspergstraße 22a, Oberalm Standort                     | Anmerkung: | P84(Architekt): P131(Ort):                                                                  | Heinz Tesar, ZT GmbH |
| BW | Datei hochladen                                     | 2012–2013                                           | Kirche und Gemeindezentrum Rif                                                                 | Rifer Hauptstraße 37, Hallein Rif-Taxach Standort         | Anmerkung: | P84(Architekt): P131(Ort):                                                                  | Walter Klasz, Georg Kleeberger |
| 2016 Preisträger: Förderstipendium: Wilhelm E. Scherübl, Urbane Adaption |                                                     |                                                     |                                                                                                |                                                           | |                                                                                             | |
| BW | Datei hochladen                                     | 2014–2015                                           | Autobahnmeisterei Salzburg                                                                     | Münchner Bundesstraße, Salzburg Standort                  | Anmerkung: | P84(Architekt): P131(Ort):                                                                  | Marte.Marte Architekten (Bernhard und Stefan Marte) |
| 2016 Anerkennungen: |                                                     |                                                     |                                                                                                |                                                           | |                                                                                             | |
| ja | Datei hochladen                                     |                                                     | Hauptbahnhof Salzburg, Zugang Schallmoos                                                       | Südtiroler Platz 1 Standort                               | Anmerkung: | P84(Architekt): P131(Ort):Salzburg Region-ISO:AT-5                                          | kadawittfeldarchitektur |
| ja | Datei hochladen                                     | 2015                                                | Panzerhalle Salzburg, ARGE Panzerhalle                                                         | Siezenheimerstraße 39 a-d, Salzburg Standort              | Anmerkung: | P84(Architekt): P131(Ort):                                                                  | Thomas Lechner (LP architektur ZT GmbH), Christoph Scheithauer (cs-architektur), Michael Strobl (Strobl Architekten ZT GmbH), Walter Schuster, Wolfgang Maul (hobby a.) |
| 2018 Preisträger: Förderstipendium: Projekt Flussraum Salzach – Transformation zur Lebensader (Horst Lechner und Lukas Ployer)                                                                                                 |                                                     |                                                     |                                                                                                |                                                           | |                                                                                             | |
| BW | Datei hochladen                                     |                                                     | Boulderbar in Salzburg-Schallmoos                                                              | Richard-Kürth-Straße 9, Salzburg Standort                 | Anmerkung: | P84(Architekt): P131(Ort):                                                                  | Entwurf Architekturbüro hobby a., Farbkonzept Christian Steinwender, technische Planung Forsthuber ZT Ingenieure                                                        |
| 2020 Preisträger: Förderstipendium: Projekt ZAUNINVENTUR eine tomographische Untersuchung europäischer Territorien (Bernhard Luthringshausen)                                                                                  |                                                     |                                                     |                                                                                                |                                                           | |                                                                                             | |
| ja | Datei hochladen                                     |                                                     | Paracelsus Bad & Kurhaus in Salzburg                                                           | Auerspergstraße 2, Salzburg Standort                      | Anmerkung: | P84(Architekt): P131(Ort):                                                                  | Architekturbüro Berger+Parkkinen |
| 2020 Anerkennungspreise: |                                                     |                                                     |                                                                                                |                                                           | |                                                                                             | |
| ja [[Vorlage:Bilderwunsch/code!/C:47.79708,13.05301!/D:Umbau und Erweiterung des Justizgebäudes Salzburg Rudolfsplatz 2 Bild von den Umbauten!/\|BW]]                                                                          | Datei hochladen                                     |                                                     | Umbau und Erweiterung des Justizgebäudes Salzburg HERIS-ID: 43557 Objekt-ID: 44160             | Rudolfsplatz 2 Standort                                   | Anmerkung: | P84(Architekt): P131(Ort):Salzburg Region-ISO:AT-5                                          | franzundsue |
| ja BW | Datei hochladen                                     |                                                     | Projekt Glanbogen                                                                              | General-Keyes-Straße 23, Salzburg Standort                | Anmerkung: | P84(Architekt): P131(Ort):                                                                  | Hohensinn Architektur |
| | Datei hochladen                                     | 2018–2019                                           | PCT Loftbüro                                                                                   | Plainfeldstraße 21, Thalgau                               | Anmerkung: | P84(Architekt): P131(Ort):                                                                  | dunkelschwarz (Erhard Steiner, Hannes Sampl, Michael Höcketstaller) |
| BW | Datei hochladen                                     | 2019                                                | Pfannhausersteg                                                                                | Pfannhauserplatz, Hallein Standort                        | Anmerkung: | P84(Architekt): P131(Ort):                                                                  | Marte.Marte Architekten (Bernhard Marte, Stefan Marte) |
| 2022 Preisträger: Förderstipendium: Projekt Soziale Interaktion durch architektonische Intervention. Handbuch zur prototypischen gemeinschaftlichen Entwicklung von sozialer Infrastruktur im öffentlichen Raum (Felix Ganzer) |                                                     |                                                     |                                                                                                |                                                           | |                                                                                             | |
| ja [[Vorlage:Bilderwunsch/code!/O:Franziskanerkloster Salzburg!/C:47.7978,13.0439!/D:Generalsanierung des Franziskanerklosters Salzburg Franziskanergasse 5, 5a Bild von der Generalsanierung!/\|BW]]                          | Datei hochladen                                     |                                                     | Generalsanierung des Franziskanerklosters Salzburg HERIS-ID: 53069 Objekt-ID: 60852            | Franziskanergasse 5, 5a Standort                          | Anmerkung: | P84(Architekt): P131(Ort):Salzburg Region-ISO:AT-5                                          | wiesflecker-architekten aus Innsbruck |
| 2022 Anerkennungen: |                                                     |                                                     |                                                                                                |                                                           | |                                                                                             | |
| BW | Datei hochladen                                     |                                                     | Pädagogische Hochschule, Stadt Salzburg                                                        | Akademiestraße 23–25, Salzburg Standort                   | Anmerkung: | P84(Architekt): P131(Ort):                                                                  | riccione architekten |
| BW | Datei hochladen                                     |                                                     | Wohnhäuser, Saalfelden                                                                         | Lofererstraße 23, Saalfelden Standort                     | Anmerkung: | P84(Architekt): P131(Ort):                                                                  | LP architektur ZT GmbH und Architektin Iris Reiter |
| 2024 Preisträger: Förderstipendium: Özgül Coban-Nagels für ihr Projekt „NATUR : RAUM : SCHAFFEN“ |                                                     |                                                     |                                                                                                |                                                           | |                                                                                             | |
| BW | Datei hochladen                                     |                                                     | Re-Use-Projekt Handelszentrum 16 in Bergheim                                                   | Handelszentrum 16, Bergheim Standort                      | Anmerkung: | P84(Architekt): P131(Ort):                                                                  | smartvoll Architekten aus Wien |
| 2024 Anerkennungen: |                                                     |                                                     |                                                                                                |                                                           | |                                                                                             | |
| BW | Datei hochladen                                     | 2023                                                | Kindergarten Mattsee                                                                           | Stockwiese 6, Mattsee Standort                            | Anmerkung: | P84(Architekt): P131(Ort):                                                                  | dunkelschwarz |
| ja | Datei hochladen                                     | 2020–2022                                           | Mozarteum Foyers                                                                               | Standort                                                  | Anmerkung: | P84(Architekt): P131(Ort):Salzburg Region-ISO:AT-5                                          | Maria Flöckner, Hermann Schnöll |
| 2024 „Special Mention“: |                                                     |                                                     |                                                                                                |                                                           | |                                                                                             | |
| | Datei hochladen                                     | 2018–2023                                           | Austrian House                                                                                 | Zell am See                                               | | P84(Architekt): P131(Ort):                                                                  | OMA Rem Koolhaas |